# Jung Sung-hoon
Jung Sung-hoon (정성훈?, 丁成勳?; Changwon, 4 luglio 1979) è un ex calciatore sudcoreano, di ruolo attaccante.